# 15304 Wikberg
15304 Wikberg este un asteroid din centura principală de asteroizi.

## Descriere
15304 Wikberg este un asteroid din centura principală de asteroizi. A fost descoperit pe 21 octombrie 1992 la Observatorul Palomar de Carolyn S. Shoemaker și Eugene M. Shoemaker. Asteroidul prezintă o orbită caracterizată de o semiaxă mare de 2,86 ua, o excentricitate de 0,33 și o înclinație de 16,2° în raport cu ecliptica.